# Moochie Norris
Martyn Bernard "Moochie" Norris , (Washington D. C.; 27 de julio de 1973) es un exjugador y entrenador de baloncesto estadounidense. Con 1.85 de estatura, su puesto natural en la cancha era el de base. Su apodo, Moochie, se lo puso su abuelo, al que le encantaba la canción de Cab Calloway, "Minnie the Moocher".

## Trayectoria
- Cardozo High School
- Odessa College (1992-1994)
- Universidad de Auburn (1994-1995)
- Universidad de West Florida  (1995-1996)
- Florida Beach Dogs (1996)
- Vancouver Grizzlies (1996)
- Fort Wayne Fury (1996-1997)
- Pau-Orthez (1997)
- Fort Wayne Fury (1997-1998)
- Washington Congressionals (1998)
- Fort Wayne Fury (1998-1999)
- Seattle SuperSonics (1999)
- Fort Wayne Fury (1999-2000)
- Houston Rockets (2000-2003)
- New York Knicks (2003-2005)
- Houston Rockets (2005-2006)
- New Orleans Hornets (2006)
- Yakama Sun Kings (2006-2007)
- Fortitudo Bologna (2007)
- Yakama Sun Kings (2007-2008)